# Килим Клеопатри

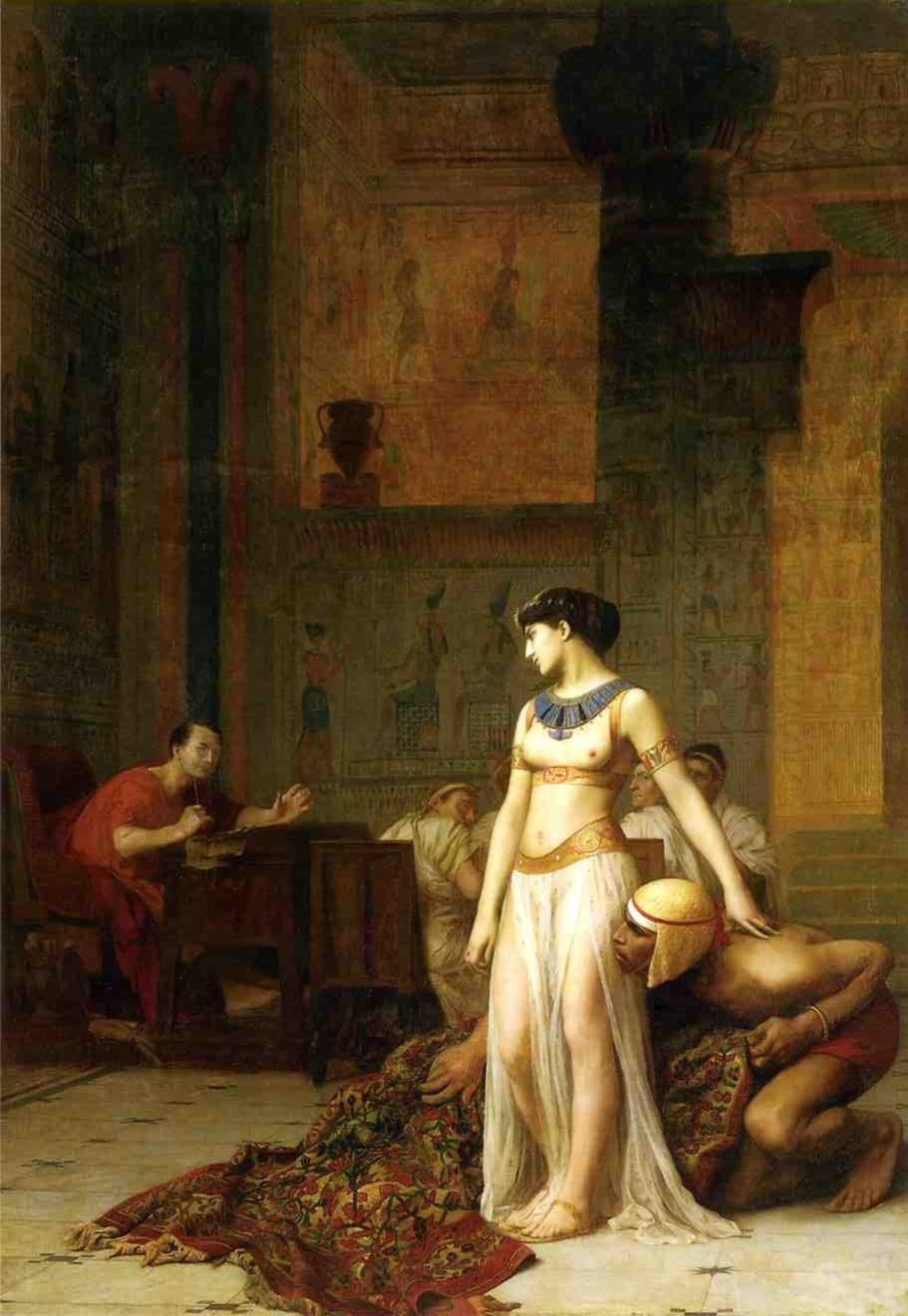
Жан-Леон Жером. «Цезар і Клеопатра», 1866

Килим Клеопатри — літературний і візуальний образ, пов'язаний з епізодом життя знаменитої цариці Клеопатри і Юлія Цезаря.
Це історія знайомства двох майбутніх знаменитих коханців: коли Цезар заволодів Єгиптом і зайняв палац у жовтні 48 року до н. е., 22-річна Клеопатра, яка перебувала в стані громадянської війни зі своїм братом і співправителем, вирішила проникнути до лідера римлян і схилити його на свій бік. Однак це було досить складно, оскільки війська Птолемея посилено охороняли місто. Слуга Клеопатри загорнув юну напівголу красуню у килим (хоча за версією істориків — в мішок для постелі), приплив до палацу на рибальському човні й проніс її всередину. Він розгорнув яскравий килим перед Цезарем, Клеопатра ефектно з'явилася і зробила горду заяву: «Я — цариця Єгипту». Цезар був вражений і наступного дня у присутності Птоломея й придворних оголосив заповіт Авлета й примусив їх відновити Клеопатру на троні.
У списку знаменитих килимів світу цей килим названий «найеротичнішим». Славі епізоду сприяло його кінематографічне втілення найкращими красунями Голлівуду.
Біограф цариці пише, що «килимова стратагема» Клеопатри стала її Рубіконом, який дав їй можливість отримати все. Цей епізод є одним з найбільш знаменитих і ефектних моментів її біографії.

## Версія істориків
Насправді Плутарх (49) згадує лише про мішок для постелі (грец. στρωματόδεσμον):
|  | Клеопатра забрала з собою лише одного із своїх повірників, Аполлодора з Сицилії, сіла з ним у невеличкий човен і, коли вже добре стемніло, причалила неподалік царського палацу. Оскільки вона не могла залишитись непоміченою, то забралась у мішок для постелі і витягнулась у ньому на всю довжину. Аполлодор зав'язав мішок ременем і поніс його через подвір'я просто до Цезаря. Кажуть, що ця винахідливість і сміливість Клеопатри зразу полонила Цезаря. |

Ніхто, крім Плутарха, епізод першого знайомства не згадує взагалі. Найбільш близький момент можна знайти у Лукана, який пише, що Клеопатра підкупила варту Птолемея, щоб отримати доступ до гавані, і припливла на маленькому човні — але тут взагалі не згадується текстиль будь-якого роду.

## В літературі і масовій культурі
- Цей образ був використаний Бернардом Шоу в п'єсі «Цезар і Клеопатра» і в її екранізаціях.

| Аполлодор. Цезар, це перський килим, краса з красот. І в середині нього, як мені повідомили, голубині яйця, кришталеві кубки і крихкі коштовності. Я відповідаю головою за мою ношу і тому не ризикнув тягти її сюди вузькою драбиною з молу. (...) Аполлодор (після того, як вони зняли мотузки). Відійдіть, друзі. Нехай дивиться Цезар. (Розгортає килим.) Руфій. Нічого тут немає, крім купи ганчір'я. Де ж голубині яйця? Аполлодор. Підійди, Цезар, і пошукай їх серед шалей. Руфій (оголюючи меч). Зрада! Не підходь, Цезар! Я бачу, шаль рухається, там щось живе. Брітан (оголюючи меч). Змія! Аполлодор. Чи наважиться Цезар вкласти руку в мішок, де ворушиться змія? Руфій (обертається до нього). Зрадник, собака! Цезар. Заспокойтеся. Приберіть ваші мечі. Аполлодор, твоя змія аж надто рівно дихає. (Засовує руки під шаль і звільняє звідти чиюсь голу руку). Гарненька маленька змійка! Руфій (витягаючи звідти іншу руку). А ну-ка, давай сюди і все інше. Вони витягують за руки Клеопатру, і вона сідає серед шалей. Брітан, шокований, вкладає свій меч у піхви і обурено знизує плечима. Клеопатра (насилу переводячи дух). Ох, я трохи не задихнулася. Цезар хтось на мене наступив у човні, а потім на мене звалився з неба якийсь величезний, страшенно важкий мішок. А потім човен почав тонути, а потім мене забрало кудись у повітря і звідти донизу... Цезар (голубить її, коли вона, підвівшись, кидається до нього на груди). Ну, нічого, нічого. Тепер вже все позаду, ти тут, ціла і неушкоджена. |
- Епізод також опосередковано згадується в п'єсі Шекспіра «Антоній і Клеопатра»:

| Помпей. Ні, киньмо краще жереб. Однаково ми шану віддамо Твоїй єгипетській добірній кухні. Я чув, що Цезар на тамтешніх учтах Погладшав ніби. Антоній. Чув ти забагато. Помпей. Я зла не мислив. Антоній. Та й добра не мовив. Помпей. А ще я чув - Аполлодор приносив... Енобарб. Що з того? Ну, приносив... Помпей. Що приносив? Енобарб. Одну царицю Цезарю в мішку.[6] |
- Роман Карен Воллес «Килим Клеопатри» (Karen Wallace, «Cleopatra's Carpet») присвячений пригодам цариці. Книга з аналогічною назвою авторства Сари Карлайл (Sarah Carlisle) не має відношення до Єгипту.
- У серіалі «Ксена: принцеса-воїн» подібний епізод є, проте килим з Клеопатрою розгортає не Цезар, а Марк Антоній.